# ラス・マリスマス

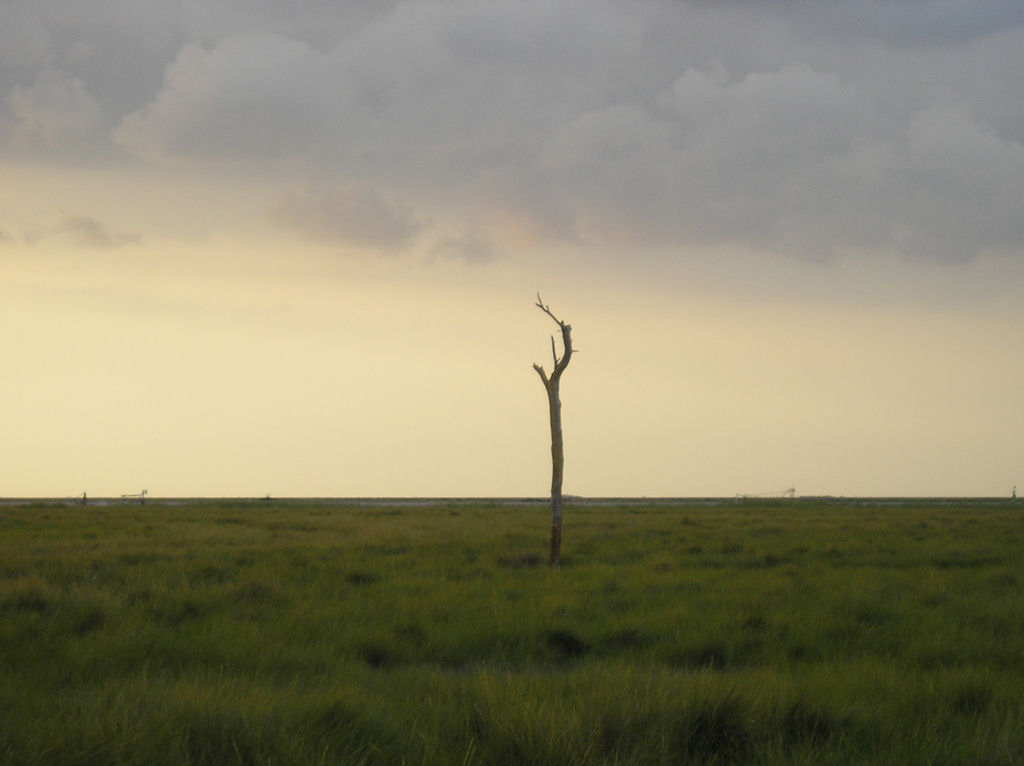
サンルーカル・デ・バラメーダのマリスマス

ラス・マリスマス （Las Marismas (del Guadalquivir)、スペイン語で「湿地」を意味する）は、グアダルキビール川下流部の低地に広がる湿地帯。
スペイン・アンダルシア地方セビリア県の一部、イスラ・マヨール、ロス・パラシオス・イ・ビジャフランカ、ラ・プエブラ・デル・リオ、ビジャフランコ・デル・グアダルキビール、ウテレラ、ラス・カベザス・デ・サン・フアン、レブリハの各自治体に含まれる。農業地帯で、稲作に適し、400平方キロメートルが水田で、およそスペインの米の生産高40％を占める310,000トンを生産する。この一帯は、ドニャーナ国立公園に対する自然の緩衝物となっている。
一帯に水生植物と塩生植物の群落、イタリアカサマツの森林、草原、砂丘システム、湖沼があり、水鳥の繁殖地と越冬地である。ドニャーナ国立公園、グアダルキビール川旧河道の「ブラソ・デル・エステ」およびセビリア県東部のレブリハ＝ラス・カベザス湿地複合体はラムサール条約登録地である。
およそ2千年前、この一帯はラクス・リグスティヌスの名で知られる、周囲をグアダルキビール川に囲まれた広大な湖だった。南へ向けた海岸の砂地帯が伸びていた。湖は後に堆積物で埋まり、たちまち現在の湿地へと変わっていった。